# 湯原豊
湯原豊（ゆはら ゆたか、Yutaka Yuhara、2月2日 - ）は、日本の写真家。東京都江戸川区在住。主に猫を対象とした撮影を行っており、ブログ「シッポ追いの日々」や東京・京橋のメゾン・ド・ネコ、千葉県浦安市の「どんぐりころころ」(閉廊以前は東京・銀座の猫専門ギャラリーボザール・ミュー、シャトン・ド・ミュー)などで作品を公開している。血液型はO型。フリー。シッポ追い（Tailchaser）を肩書きとしている。
写真集 「シッポ追いの日々　〜東京近郊・水辺の猫たち〜」を刊行している。
公益財団法人どうぶつ基金 の主催する「ワンニャン写真コンテスト2014」で環境大臣賞を受賞している。
猫写真以外では、バスケットボール誕生に関わった日本人・石川源三郎の研究者としても知られている。

## 人物
商業画家の母、報道カメラマンの叔父の影響を受け、小学生の頃から画像に興味があったという。「母からも叔父からも教えてもらったことはなく、下手くそだと批評された記憶しかありません」
学生時代に美術部と写真部を掛け持ちしたものの、「壊滅的に作画の才能がない」と自覚したため、以降は文章と写真を活動の中心とした。「完全に黒歴史ですが、10代の終わりに詩集を出したことがあります」
「ボランティアというにはあまりにも細々とした」地域猫活動や環境保全活動への参加を行っている。「毎日活動しているボランティアさんたちと同じふりをするのは申し訳ないので、オミソ的な何かと思ってます」
プロカメラマンとしての活動は、「ライターで一眼レフを持っていて、急な取材にホイホイ出かける」ことから「ついでに写真も撮ってきて」と始まったという。「駆け出しの頃に現場でベテランのカメラマンが言う事を聞いてくれないので、仕方なく自分で撮りだしたというのが本当のところでしょうか」
30代半ばから、生業のライター、コピーライター、カメラマン、エディトリアルディレクター等の経験を生かし、「飼い主のいない猫たちの姿をきちんと見てもらう」ことを目的とした活動を開始。「実は地方自治体の冊子に猫の写真をまぎれこませたことも度々ありました」
雑誌掲載、複数の受賞を経て、年2回開催の企画写真展「まちねこ美術館シリーズ」主催および猫美術愛好会ミューミュー倶楽部の美術展等に参加。「自分が見たいものを撮る」ことを信条としている。「どうも自分がちゃんとした写真家だとは思えないので、肩書はシッポ追いとしました」
近年は高解像度化する画像作品に疑問を持ち、撮影場所にあった石や木片等に手作業で画像を転写する「印象化石」シリーズも手がける。「画質の高さだけが評価されるなら、なんてドメスティックに狭くてつまらない世界じゃないかと」

## 主な作品

### ソーシャルネットワーク
- Instagram
- Twitter
- podcast

### ブログ
- 笊の水汲み　あるいは日々の猫（2006年7月〜2010年10月）
- シッポ追いの日々（2010年10月〜）
- ソラのいろ（2018年9月〜）

### 写真集
- 「シッポ追いの日々　〜東京近郊・水辺の猫たち〜」（2013年4月）
- とらのあなコレクション「とらコレ」クリエイターズ シリーズ（2015年6月）
- 「うらやすの猫」（2015年11月）
- 「空の下の猫たち」（2016年5月）

## 略歴
2006年頃より猫写真作品をブログ等で公開。（fixx、シッポ追い、tailchaser名義）
2012年9月に公益財団法人どうぶつ基金「いのちつないだワンニャン写真コンテスト2012」みみ先カット猫部門で入選。（fixx名義）
同年10月に雑誌「猫生活」2012年11月号の特集で紹介が掲載される。
2013年4月にナショナルジオグラフィック日本版公式サイト写真ギャラリー「身近な生き物」に作品が掲載される。
同年4月に初の写真集「シッポ追いの日々　〜東京近郊・水辺の猫たち〜」を刊行（tailchaser名義）。
同年10月、公益財団法人どうぶつ基金「いのちつないだワンニャン写真コンテスト2013」さくらねこ部門で入選。、猫専門ギャラリー＆ショップ「シャトン・ド・ミュー」（東京・銀座）で「カレンダーフェア」に参加。
2014年9月、公益財団法人どうぶつ基金「いのちつないだワンニャン写真コンテスト2014」で環境大臣賞。
同年11月、猫専門ギャラリー＆ショップ「シャトン・ド・ミュー」（東京・銀座）で個展「シッポ追いの近況」〜 Tailchaser's Latest News 2014〜を開催。
2015年5月、猫専門ギャラリー＆ショップ「シャトン・ド・ミュー」（東京・銀座）でグループ写真展「3コイチ猫展」を主催、「ねこの引出しと友達展」「秘密の三毛猫礼賛展」に参加。ギャラリートーク「猫集会」を開催。
同年7月、猫専門ギャラリー＆ショップ「シャトン・ド・ミュー」（東京・銀座）で企画展「Closing Party!」に参加。
また同年11月、千葉県浦安市のギャラリー路風舎で開催された第1回ミューミュー展「猫実（ねこざね）で会いましょう」に参加。
2016年5月、グループ写真展「外ネコの日々」に参加。
同年9月、第2回ミューミュー展「新作黒猫展&NIKE展」に参加。
同年10月、東京都中央区京橋のギャラリー「メゾン・ド・ネコ」で、企画グループ写真展「まちねこ美術館」を企画開催。以降、年2回のペースで開催。
さらに同年10月、東京都中央区の主催する「中央区まるごとミュージアム2016」で、写真ワークショップ「まちあるき写真ワークショップ」を企画実施。(以降毎年実施)
2017年2月、東京都中央区京橋のギャラリー「メゾン・ド・ネコ」で、企画グループ写真展「かわいいねこちゃん」 を企画開催。
同年7月、グループ展「猫の12態―勝手にポージング」を企画開催。
同年8月、東京都中央区東日本橋のギャラリー＆ショップ「ねこの引き出し」で、企画グループ展「猫の玉手箱展」を企画、高橋力、友利花、いけながあいみとともに参加。
同年9月、東京都中央区京橋のギャラリー「メゾン・ド・ネコ」で、企画グループ写真展「Life」を企画開催。
同年10月、東京都中央区の主催する「中央区まるごとミュージアム2017」で、写真ワークショップ「まちあるき写真ワークショップ」を企画実施。
2018年2月、東京都中央区京橋のギャラリー「メゾン・ド・ネコ」で、企画グループ写真展「【私的猫】～ワタシニトッテノネコ～」を企画開催。
同年2月、月刊猫とも新聞　2月号 No.92 「アーティスト図鑑」で紹介される。
同年2月、猫端会議〜猫好きが集うランチ会〜　第9回でミニセミナーのゲスト講師を務める。
同年3月、月刊猫とも新聞　3月号 No.93 「撮影の基礎の基礎」で紹介される。
同年5月、早稲田スコットホールギャラリーで、第4回ミューミュー展「猫は２つの貌を持つ」に参加。
また同じ5月、東京都中央区京橋のギャラリー「メゾン・ド・ネコ」で、猫とも新聞公募展「猫（きみ）がいてよかった」の企画制作に参加。
同年9月、東京都中央区京橋のギャラリー「メゾン・ド・ネコ」で、企画グループ写真展「the cat's meow～最高の猫～」を企画開催。